# Anne Feddema
Anne Hendrik Berend Feddema (Leeuwarden, 24 september 1961) is een Friese dichter, schrijver en beeldend kunstenaar. Hij won in 2007 de Margaretha de Heerprijs voor Cultuur van de gemeente Leeuwarden, voor zijn schilderkunst en in 2009 de Gysbert Japicxpriis ( de hoogste erkenning voor Friese literatuur van de provincie Friesland )voor zijn bundel 'Reidhintsje op'e Styx'. In 2016 ontving hij de Rink van der Veldeprijs voor zijn korte verhalenbundel 'De Triennen Fan Cheetah '.
Feddema groeide op in Leeuwarden. Na de middelbare school volgde hij gedurende twee jaar, van september 1986 tot juni 1988, de postacademische opleiding bij Ateliers ’63 in Haarlem waar hij werd begeleid door onder anderen Jan Dibbets, Toon Verhoef, Ben Akkerman en René Daniëls.

## Dichter en schrijver
In 1998 was hij bij de Avonden live, van Poetry en in 1999 trad hij op in het hoofdprogramma van het Poetry International-festival in Rotterdam. Anne Feddema schrijft zowel in het Fries als in het Nederlands. Bovendien vertaalde hij werk van andere dichter-kunstenaars in het Fries, zoals van Kurt Schwitters , Hans Arp, Gottfried Benn, Paul Klee en Wassily Kandinsky. Voor Omrop Fryslân maakte hij gedurende een periode van vijfentwintig jaar radiocolumns in het ' Leewaddes ', die wekelijks te beluisteren waren. 

## Beeldend kunstenaar
De schilderijen van Anne Feddema, in de periode 1982 - 2008 zijn vaak expressief, meervoudig te interpreteren door de gelaagdheden ( literair tegenover schilderkunstig ) en veelkleurig. De laatste tijd is er een vergaande versobering te bespeuren in de schilderijen en werken op papier.De kleuren zijn donkerder en verzadigder. De thematiek is teruggebracht tot het onderwerp tuin. Formele aspecten als verf en huid zijn véél belangrijker geworden. Ook de grotere verbindende vormen springen in het oog.
Zijn schilderwerken werden in de afgelopen jaren tentoongesteld in het Fries Museum, het Groninger Museum, in Potsdam, in Vilnius,Litouwen en in verschillende andere Musea, waaronder het Coopmanshûs in Franeker Museum Belvédère in Oranjewoud en het Museum Smallingerland in Drachten.

## Werk als schrijver
- Slapstickiepenbierings (1997)
- Reidhintjse op’e Styx (Waterhoentje op de Styx) (2005)
- Skúnpútsers gúd, verzameling van zijn Leewadder kollums op Omrop Fryslân (2009)
- Torpedo's los! (2010)
- Op myn stjerbêd wol ik tate ha (2013)
- De triennen fan Cheetah (2014)

## Erkenning
- Margaretha de Heerprijs, 2007
- Gysbert Japicxprijs, 2009
- Rink van der Veldepriis, 2014